# Annika Åqvist
Annika Åqvist, sannolikt född cirka 1700, var en av de första kvinnorna i Sverige som misstänkts vara en upprorsmakare.

## Biografi
Inte mycket är känt om Åqvist före hennes äktenskap med Olof Åqvist, med vilken hon förestod en rusthållargård i Bro socken, Roslagen. Maken var politiskt engagerad och fungerade bland annat som förmedlare av besvär och suppliker till bondeståndets represententer i ståndsriksdagen. Maken kom att sympatisera med upprorsmännen i 1743 års Daluppror, som var en reaktion på att Adolf Fredrik valdes till Fredrik I tronföljare framför den danske prins Fredrik. På grund av detta kom han att bli efterlyst som upprorsman och flydde till Hamburg.
I januari 1744 lämnade Annika Åqvist tillsammans med bland annat sina tre barn hemmet i Roslagen för att ansluta sig till maken i Hamburg. Trots att Åqvist reste under annat namn – Annika Dahlman – greps hon i Helsingborg efter att det för myndigheterna uppdagats att hon var Olof Åqvists hustru. Mellan februari till juni 1744 var Annika Åqvist frihetsberövad och genomgick flera förhör om misstankarna om att hon var delaktig i makens upproriska aktiviteter. Myndigheterna kunde dock inte belägga misstanken om hennes inblandning, och Åqvist släpptes därför och skickades tillbaka till hemmet i Roslagen.

### Elektroniska källor
- Nauman, Sari. Annika Åqvist. Svenskt kvinnobiografiskt lexikon (SKBL). 2020-11-06. Hämtad 2022-03-10.